# Столяров, Прокопий Евграфович
Столяров Прокопий Евграфович (1843, Вятская губерния — 1906, Чита) — общественный революционный деятель.

## Биография
Столяров Прокопий Евграфович родился в 1843 году в Вятской губернии Российской империи. Работал столяром.
Член Российской социал-демократической рабочей партии. За революционную деятельность сослан в Забайкалье. Продолжил свою революционную деятельность в Чите. Проводил подпольные собрания на своей квартире, которая являлась базой боевых рабочих дружин и оружейной мастерской. При обыске у Столярова полиция обнаружила 315 винтовок и много боеприпасов.
За активное участие в революционных событиях в Чите в период 1905—1906 годов был арестован и 2 (15) марта 1906 года расстрелян у подножия Титовской сопки вместе с А. А. Костюшко-Валюжаничем, И. А. Вайнштейном и Э. В. Цупсманом.

## Память
Именем Столярова Прокопия Евграфовича названа одна из улиц в Центральном районе Читы.
В 1926 году на месте расстрела установлен памятник.